# 다카야마 가즈마
다카야마 가즈마(일본어: 髙山 和真, 1996년 7월 14일 ~ )는 일본의 축구 선수이다. 현재 싱가포르 프리미어리그의 호우강 유나이티드 FC에서 뛰고 있다.

## 구단 경력
그는 2015년부터 2022년까지 J리그의 오미야 아르디자, 몬테디오 야마가타, 카탈레 도야마에서 활동하였다.